# Hviezdoslavovo námestie
Hviezdoslavovo námestie – jeden z najbardziej znanych placów w Bratysławie. Znajduje się na Starym Mieście, pomiędzy Nowym Mostem i Słowackim Teatrem Narodowym. Plac nosi imię Pawła Országha Hviezdoslava.